# In'va
La In'va (in russo Иньва?) è un fiume della Russia europea orientale, affluente di destra della Kama (bacino idrografico del Volga). Scorre nel Territorio di Perm', nei rajon Kudymkarskij e Jus'vinskij.

## Descrizione
Nasce nella sezione nord-orientale delle alture della Kama vicino al confine con l'Oblast' di Kirov e scorre con direzione orientale sfociando nel medio corso della Kama, a 810 km dalla foce, nella baia In'venskij del grande bacino artificiale della Kama. Il canale è molto tortuoso, nei tratti inferiori forma delle lanche. La velocità della corrente è bassa, nel corso inferiore, il fiume scorre tra basse sponde paludose. La larghezza del fiume vicino alla città di Kudymkar è di circa 45 metri, vicino al villaggio di Kupros di circa 70 metri. Ha una lunghezza di 257 km, il suo bacino è di 5 920 km². Il principale affluente è la Velva, proveniente dalla sinistra idrografica.
Il fiume è ghiacciato, mediamente, dai primi di novembre alla fine di aprile; è inoltre navigabile nel basso corso.
Secondo il Dizionario Enciclopedico Brockhaus ed Efron (ЭСБЕ), nel corso superiore dell'In'va c'erano molti mulini ad acqua e sulle rive del fiume e dei suoi affluenti erano noti molti insediamenti di Ciudi.

## Fauna ittica
Il fiume è ricco di risorse ittiche; si trovano, tra l'altro, abramide, chekhon, carpa, pesce persico, acerina, luccio,  bottatrice e gobione e pesci del genere Sander e Rutilus.